# كورت جارفيس
كورت جارفيس (بالإنجليزية: Curt Jarvis)‏ هو لاعب كرة قدم أمريكية أمريكي، ولد في 28 يناير 1965 في برمنغهام في الولايات المتحدة.

## وصلات خارجية
- كورت جارفيس على موقع مرجع كرة القدم المحترفة.كوم (الإنجليزية)